# Bygd
En bygd är ett bebyggt område i landsorten, vilket enligt tradition utgör en historisk, kulturell och geografisk enhet. Namnet kommer av fornsvenskans byghþ; med betydelsen bygga.
Ett närbesläktat, men inte synonymt, ord är by. Bygden kan utgöra ett betydligt större område, till exempel den bebyggda delen av en dalgång, en ö eller en socken. Det används ibland – särskilt pluralformen bygder – i motsättning till en tätort. 

## Ord med "bygd"
- Hembygd
- Glesbygd
- Landsbygd
- Bygdegård
- Svenskbygd